# Дудченко Іван Степанович
Іва́н Степа́нович Ду́дченко (Ковбасенко) (*19 вересня 1857, Новомиргород — †5 червня 1917, Чита) — український та російський лікар-епідеміолог, мікробіолог, відомий дослідник чуми в Забайкаллі.

## Біографія
Іван Ковбасенко народився 19 вересня 1857 року в місті Новомиргород Херсонської губернії в родині дрібного поміщика.
Навчався в Златопільському дворянському училищі (Златопіль нині — у складі міста Новомиргорода Кіровоградської області), після чого в 1885 році закінчив медичний факультет Київського університету Святого Володимира.
Понад 20 років займався лікарською практикою в Україні (в Одесі, Златополі), Середній Азії, на Уралі, в Сибіру, на Далекому Сході. З 1896 по 1898 роки працював старшим лікарем Шелопугінської військової лікарні в станиці Стрітенській, а також молодшим лікарем окремого артилерійського дивізіону в Нерчинську.
В 1908 році спеціальною протичумною комісією І. С. Дудченка направили в прикордонні з Монголією райони Забайкальської області для вивчення чуми.
В 1912 році Дудченко став першим завідувачем Читинської протичумної лабораторії. Тут він займався її технічним оснащенням, підготовкою кадрів й організацією наукової та протиепідемічної роботи.
Іван Дудченко був вбитий у власній лабораторії 5 червня 1917 року.

## Досягнення
Іван Дудченко став одним з перших, хто висловив припущення про взаємозв'язок чуми в людей і так званої «хвороби тарбаганів», що в 1911 році було підтверджено академіком Заболотним. Лікар описав ряд спалахів чуми, піддавши їх епідеміологічному аналізу, а також вивчив морфологію і властивості збудника хвороби.
Дудченко показав патолого-анатомічну картину чумної пневмонії та характер лейкоцитарної реакції під час цієї інфекції, а також поставив питання про необхідність боротьби з блохами як переносниками захворювання. Він одним з перших припустив бактеріальне походження діареї в дітей, виявив вогнища прокази в Забайкаллі, став організатором мережі бактеріологічних лабораторій Забайкальської залізниці на станціях Могоча, Ксенівська та Стрітенське.
Всього Дудченком було опубліковано понад 90 наукових повідомлень, присвячених вивченню чуми, малярії, черевного тифу, туберкульозу. Його наукові праці з епідеміології та епізоотології чуми отримали міжнародне визнання і лягли в основу сучасних уявлень про природу осередків інфекції на Далекому Сході і в Монголії.

## Пам'ять
- В Новомиргороді, рідному місті лікаря, його іменем названі вулиця та провулок.
- В Читі на будівлі протичумної станції встановлена меморіальна дошка.